# Гельтман, Дмитрий Викторович
Дмитрий Викторович Гельтман (род. 31 марта 1957 года) — советский и российский учёный-ботаник, директор Ботанического института имени В. Л. Комарова РАН (с 2017 года).

## Биография
Родился 31 марта 1957 года, сын советского ботаника и лесовода В. С. Гельтмана (1925—1985).
В 1979 году окончил Белорусский государственный университет, дипломная работа: «Биосистематическое изучение видов рода Ulmus L., естественно произрастающих в БССР».
В 1983 году защитил кандидатскую диссертацию, тема: «Род Urtica L. в СССР».
В 2016 году защитил докторскую диссертацию, тема: «Подрод Esula рода Euphorbia (Euphorbiaceae): система, филогения, географический анализ».
С 1979 по 1982 годы учился в аспирантуре Ботанического института имени В. Л. Комарова, где в дальнейшем и работает: младший научный сотрудник (1983—1986), старший научный сотрудник (1986—2001), ведущий научный сотрудник (2001—2002), заместитель директора по научной работе (2002—2016), временно исполняющий обязанности директора (2016—2017), директор института — с 2017 года.

## Научная деятельность
Специалист в области систематики и географии высших растений, охраны растительного мира, истории ботаники.
Основные научные результаты в области систематики и географии сосудистых растений, в первую очередь — разнообразия одного из крупнейших родов цветковых растений — Euphorbia (молочай), разработал новую систему подрода Esula этого рода, провел его географический анализ, выявил видовой состав рода для территории Восточной Европы, Кавказа, а также Северной Америки (в соавторстве), создал монографические обзоры его отдельных секций.
Активный автор и редактор Красной книги РСФСР (растения), Красных книг природы Ленинградской области (растения и грибы) и Санкт-Петербурга, Красных книг Российской Федерации (растения и грибы) и Новгородской области; ответственный редактор Красной книги Санкт-Петербурга и Красной книги Ленинградской области (объекты растительного мира).
Руководитель ряда научных проектов РФФИ, посвященных изучению рода Euphorbia. Руководитель 2 государственных контрактов в рамках ФЦП «Исследования и разработки по приоритетным направлениям развития научно-технологического комплекса России на 2007—2013 годы», работ по изучению видов, занесенных в Красную книгу Санкт-Петербурга (2006), государственных контрактов по подготовке Красной книги Ленинградской области (2015—2016) и Красной книги Санкт-Петербурга (2016—2017).
Участник Международных ботанических конгрессов.
Член Совета Русского ботанического общества, Международной ассоциации по таксономии растений, Лондонского Линнеевского общества. Член Руководящего комитета Комиссии по сохранению видов Международного союза охраны природы.
Главный редактор ежегодника «Новости систематики высших растений», член редакционных советов журналов: «Историко-биологические исследования», «Willdenowia», «Polish Botanical Journal», «Annales Botanici Fennici»; тематический редактор журнала «Phytokeys», член редакционных коллегий многотомных изданий «Флора Восточной Европы», «Конспект флоры Восточной Европы», «Flora of Pan-Himalaya».
Автор более 300 научных публикаций, из них 79 статей (без персоналий, рецензий и т. п.), 5 статей в сборниках научных работ, 53 обработки таксонов, 4 главы в коллективных монографиях, 80 статей в словарях, энциклопедиях и видовых очерков в Красных книгах, 42 публикации в материалах научных мероприятий.